# Kring midnatt
Kring midnatt (originaltitel: Round Midnight) är en amerikansk-fransk musikal-dramafilm från 1986 i regi av Bertrand Tavernier, efter ett manus av Tavernier och David Rayfiel baserat på Francis Paudras självbiografiska bok Dance of the Infidels. Boken handlar om Paudras möten med saxofonisten Lester Young och pianisten Bud Powell.
Förutom huvudrollsinnehavaren Dexter Gordon medverkar även musiker som Herbie Hancock (i rollen som "Eddie Wayne"), John McLaughlin, Wayne Shorter, Ron Carter och Freddie Hubbard. Hancock stod också för originalmusiken i filmen.

## Handling
Filmen utspelas 1959 i Paris, dit den amerikanske jazzmusikern Dale Turner (spelad av Dexter Gordon) kommer för spelningar på jazzklubben Blue Note. Turner, som haft problem med alkohol och droger sedan karriären gått i stå, blir väl mottagen i Paris, framförallt av den hängivne beundraren Francis Borler (spelad av François Cluzet) som är beredd att göra allt för att rädda honom från missbruket. Föresatsen lyckas och Turner väljer att resa hem till New York för att återknyta kontakten med sin dotter. Francis gör honom sällskap en tid, men återvänder sedan till Paris, där han senare får veta att Turner avlidit.

## Rollista i urval
- Dexter Gordon – Dale Turner
- François Cluzet – Francis Borler
- Gabrielle Haker – Berangere
- Sandra Reaves-Phillips – "Buttercup"
- Lonette McKee – Darcey Leigh
- Christine Pascal – Sylvie
- Herbie Hancock – Eddie Wayne
- Bobby Hutcherson – "Ace"
- Liliane Rovère – Madame Queen
- Pierre Trabaud – Francis far
- Frédérique Meininger – Francis mor
- Hart Leroy Bibbs – Hershell
- Ged Marlon – Beau
- Benoît Régent – Psychiatrist
- Victoria Gabrielle Platt – Chan Turner
- Arthur French – Booker
- John Berry – Ben
- Martin Scorsese – Goodley
- Philippe Noiret – Redon
- Alain Sarde – Terzian

## Mottagande
Kring midnatt står på 100 procent på Rotten Tomatoes Tomatometer, gillas av 90 procent av besökarna på samma sajt, och har 7,4 i betyg på IMDB (2019).

## Utmärkelser och priser
Vid Venedigfestivalen 1986 belönades filmen med Pasinetti Award för Bästa film. År 1988 fick filmen det danska Bodilpriset för Bästa icke-amerikanska film.
Dexter Gordon Oscarnominerades 1987 som Bästa manliga huvudrollsinnehavare. Herbie Hancock vann priset för Bästa filmmusik. Båda nominerades i samma kategorier vid Golden Globe-galan.